# Klaus Witt
Klaus-Dieter Witt (* 8. Juli 1943; † 24. Juli 2021) war ein deutscher Fußballtorhüter.

## Werdegang
Der Torwart Klaus Witt begann seine Karriere beim SV Eschweiler und wechselte in den 1960er Jahren zum 1. FC Ringsdorff-Godesberg. Mit dem Verein aus Bonn spielte er in der seinerzeit drittklassigen Verbandsliga Mittelrhein. Im Sommer 1970 wechselte Klaus Witt zum Bundesligisten Rot-Weiß Oberhausen, wo er am 10. Oktober 1970 sein Profidebüt bei der 1:4-Niederlage der Oberhausener beim 1. FC Kaiserslautern gab. Nach insgesamt elf Bundesligaspielen für Oberhausen wechselte Witt im Sommer 1971 zum Regionalligisten SVA Gütersloh. Mit den Güterslohern verpasste er drei Jahre später die Qualifikation für die neu geschaffene 2. Bundesliga. Ein Jahr später wurde Witt mit seinem Verein bei der deutschen Amateurmeisterschaft Dritter. Mit seinen Paraden erhielt der nur 178 cm große Torhüter von den Fans in Gütersloh den Spitznamen „Heidewald-Hexer“. 1981 beendete Witt seine Profilaufbahn, um berufliche Karriere zu machen als Warehouse-Manager bei Bertelsmann. Nebenbei spielte er als Amateur für den SV Avenwedde.
Klaus Witt starb nach längerer Krankheit, wenige Wochen nachdem er 78 Jahre alt geworden war.